# Moralzarzal
Moralzarzal es un municipio y localidad española de la Comunidad de Madrid. Situado en la sierra de Guadarrama, cuenta con una población de 14 586 habitantes (INE 2024). Su nombre proviene de la unión de dos pueblos vecinos, Fuente del Moral y Zarzal, a mediados del siglo XIV.

## Geografía
Moralzarzal es un municipio madrileño que está situado al pie de los cordeles de la sierra de Guadarrama su municipio divide en dos las aguas pluviales entre las cuencas del Guadarrama y el Manzanares. 
Su término municipal, con 42,6 km², tiene un trazado muy irregular. Esto hace que comparta su término con otros muchos municipios de la zona y, a la vez, que sea uno de los de mayor extensión de los que le rodean. Limita geográficamente con los términos municipales de Becerril de la Sierra al norte, El Boalo al noreste, Manzanares el Real y Colmenar Viejo al este, Hoyo de Manzanares, Torrelodones y Galapagar, al sur, Collado Villalba y Alpedrete al oeste y Collado Mediano al noroeste.
Pertenece al partido judicial de Colmenar Viejo, localidad de la que dista unos 25 km, y se encuentra a unos 47 km de Madrid. Está atravesado por la carretera M-608, que lleva hacia Cerceda al norte y hacia Collado Villalba al sur.
En Moralzarzal hay grandes diferencias de altitud, ya que el núcleo urbano se halla situado a 979 m de altitud, al sur se encuentran Los Linarejos, a 925 m, y todo el término está rodeado de sierras y cumbres. Destacan, al oeste, Peña Albú, con 1302 m; al noroeste, Cabeza Mediana o Cerro Cañal, con 1331 metros; y al sur, La Solana, con 1284 m; Canto Hastial, con 1376 m; Cerro Lechuza, con 1127 m; y El Estepar, con 1402 m.
Sus ríos y arroyos tienen un carácter intermitente; los de las zonas norte y oriental drenan hacia el río Manzanares y los de la zonas occidental y sur lo hacen hacia el río Guadarrama. Entre ellos, destacan el Regajo de los Mares y los arroyos del Valle, de la Alameda, de la Mina y de la Renga. Si por algo destacaba el municipio respecto a sus vecinos era, sin duda alguna, por el agua. Ya desde el siglo pasado, eran conocidos sus manantiales de aguas arsenicales, ferruginosas y nitrogenadas. Este fue un factor clave a la hora de la llegada de visitantes a su término, visitantes que, en un principio, eran solo eso: venían buscando las fuentes de Moralzarzal, como la de la Salud, ahora desaparecida, o las todavía existentes, Cuatro Caños o Matarrubia; pero después, con la llegada del fenómeno de las segundas residencias, fueron los primeros que se empezaron a instalar en el municipio.
En cuanto al clima, el de Moralzarzal es el clásico de la montaña mediterránea continental, característico de toda esta zona de la sierra de Guadarrama. Por lo general, tiene inviernos fríos y veranos secos y calurosos.

## Naturaleza
Su vegetación más característica es la formada por fresnos, jaras y tomillos. También abundan robles melojos, encinas, enebros, álamos, fresnos, retamas y pinos, aunque estos últimos nacieron gracias a la repoblación efectuada en el término años atrás. Existen unas 2200 hectáreas de pastizales, entre las que se encuentran las dehesas.  
Esta vegetación conforma seis tipos de ecosistemas principales: bosque mediterráneo, pinares, dehesas de fresno y melojo, dehesas de pastos, vegetación de ribera y roquedos.
En cuanto a la fauna que habita o transita por este municipio pueden citarse:
- Mamíferos: conejo común, zorro, jabalí, corzo erizo común y ardilla roja.
- Aves: cigüeña blanca, busardo ratonero, águila imperial ibérica, perdiz roja, paloma torcaz, tórtola común, cuco, abubilla, pito real y rabilargo.
- Anfibios: gallipato, sapo común, rana de san Antonio.
- Reptiles: lagartija ibérica, culebra bastarda.
- Insectos: libélula emperador, grillo campestre, mariposa isabelina.

Los principales elementos del patrimonio natural y agrario de Moralzarzal son los siguientes:
- Sierra de Hoyo de Manzanares, conocida como Los Serrejones y situada an la zona meridional del municipio.
- Cascada del Covacho, situada al pie del Cerro del Covacho.
- Montes comunales: Dehesa de Abajo o Vieja, Robledillo, Dehesa de Arriba y Ladera de Matarubia.
- Colmenar del Tío Perico y Colmenar de la Viña Derrotada.
- Chozos y corrales, como el Chozo de las Canteras del Cañuelo.
- Cabeza Mediana, Cerro del Telégrafo o Monterredondo.
- Viveros forestales de Matarrubia y de La Navata.
- Fuentes y manantiales; casi cincuenta se distribuyen por el término municipal, siendo una de las más antiguas la Fuente de los Cuatro Caños, construida a principios del siglo XIX.
- Molino El Berrocal, molino hidráulico harinero cuya agua procedia del río Guadarrama.

## Historia
Moralzarzal tiene un nombre compuesto. La primera parte, Moral, viene de su antiguo nombre, Fuente del Moral; y la segunda, Zarzal, también viene de antaño pero ha conservado sus caracteres intactos.
La historia dice que, en un principio, el nombre del pueblo era Fuente del moral, y que este tenía agregado otro núcleo urbano, llamado Zarzal. Se supone que, con el paso del tiempo, al unirse los dos núcleos, ambos nombres se fusionaron y, por evolución, formaron el actual.
Tras la Reconquista, la zona quedó despoblada por la marcha forzosa de los árabes. Y parece que fueron los ganaderos segovianos los que repoblaron el lugar. Este hecho fue uno de los que marcaron el camino para las posteriores luchas entre madrileños y segovianos, encaminadas a implantar su dominio y jurisdicción sobre esta zona.
Más tarde, el municipio pasó a formar parte del Real de Manzanares. En la relación de los lugares que formaban El Real, aparece como "...la Fuente del Moral, el Alpedret...".
A pesar de todo, los pleitos siguieron y el municipio participó en ellos como el resto de las aldeas del Real. Es en uno de los documentos que hace referencia a estos pleitos donde aparece ya Zarzal: "...Diego de Alfaro en nombre, e como Prior del lugar de las villas de Fuente del moral e zarzal...". De esto último, se puede sacar una consecuencia importante: ahora se conoce al lugar como Fuente del moral y zarzal. El núcleo importante era Fuente del Moral, y Zarzal venía a ser lo que hoy entenderíamos como una especie de barrio, que, con el paso del tiempo, fue tomando cuerpo y se identificó con el primero.
En junio de 1636, se separó del Real de Manzanares y se hizo villa independiente. A partir de entonces, pudo nombrar justicia por sí mismo y disponer de su privativa jurisdicción y término. En este año, aparece ya como Moralzarzal.

## Minería
Moralzarzal se asienta sobre un sustrato de rocas plutónicas que proporciona gran riqueza para las actividades extractivas. Por su importancia histórica, destaca la explotación del granito en canteras, realizada durante siglos y que ha dejado claras huellas en el territorio, como canteras, oficios, herramientas y fiestas. Las primeras fuentes documentales sobre la cantería en el municipio son del siglo XVII. En el siglo XIX se construyó el ferrocarril de El Berrocal, que permitía trasladar los materiales extraídos hasta la estación de Collado Villalba. Las canteras dejaron de utilizarse en este municipio hacia 1985, habiendo sido algunas restauradas como humedales, como la Laguna del Gato.
También son reseñables las minas de plata, de pórfido y de wolframio que se han ido explorando en Moralzarzal. Se tiene constancia del registro de minas de plata en el municipio ya en el siglo XVII. Por su parte, la explotación del pórfido de la Dehesa Nueva y de Peña Cardín tuvo lugar desde finales del siglo XIX a principios del siglo XX. Y durante el siglo XX, especialmente durante los años de la Segunda Guerra Mundial, se abrieron pequeñas explotaciones de wolframio en la Ladera de Matarrubia, dado el elevado precio que alcanzó dicho mineral en esos momentos.

## Demografía
Cuenta con una población de 14 586 habitantes (INE 2024).
| Gráfica de evolución demográfica de Moralzarzal entre 1842 y 2021                                                     |
| |
| Población de derecho según los censos de población del INE. Población de hecho según los censos de población del INE. |

La evolución de la población de Moralzarzal se caracterizó el siglo XX por su irregularidad. Hasta la primera mitad del siglo, tuvo una clara evolución de diente de sierra, es decir, continuas regresiones interrumpían la evolución normal de la población. Así, en 1910 tenía 804 habitantes; en 1920 descendió a 773; en 1930 supera la cifra de 1910 y llega hasta los 822; y en 1940 vuelve a bajar hasta los 770. En 1950, se constatan sólo 4 habitantes más que el decenio anterior, llegando a los 774. A partir de esta fecha, parece que la población ha seguido un crecimiento normal, a excepción del censo de 1986, en el que tan solo aparecen 51 habitantes más que en el anterior de 1981. Las cifras para estos años serían las siguientes: en 1975, 1264 habitantes; en 1981, 1600; y en 1986, 1650.
Desde 1986 el crecimiento ha sido muy intenso y ha pasado de los 1650 habitantes en 1986 a los 11 318 en el año 2008. En los últimos años, este fuerte ritmo de crecimiento se ha estabilizado: las cifras oficiales de población de 2009 (11 582 habitantes) de 2010 (11 801) y de 14 158 en enero de 2022. así lo confirman.

## Transporte

Mapa de la red de autobuses dentro del municipio de Moralzarzal, en él se puede ver la estación de autobuses Príncipe de Asturias.

Dentro del municipio tiene su sede la empresa de autocares Francisco Larrea, que conecta Moralzarzal con los intercambiadores de Moncloa y Plaza de Castilla, en Madrid. También hay una estación de autobuses: la estación Príncipe de Asturias, inaugurada en 1997.
| Línea | Recorrido                                                   | Operador         |
| ----- | ----------------------------------------------------------- | ---------------- |
| 670   | Collado Villalba (Hospital) - Moralzarzal                   | Francisco Larrea |
| 671   | Madrid (Moncloa) - Moralzarzal                              | Francisco Larrea |
| 672   | Madrid (Moncloa) - Cerceda (por Matalpino)                  | Francisco Larrea |
| 672A  | Madrid (Moncloa) – Cerceda (directo)                        | Francisco Larrea |
| 720   | Colmenar Viejo FF.CC. - Collado Villalba                    | Interbus         |
| 876   | Madrid (Plaza de Castilla) – Moralzarzal - Collado Villalba | Francisco Larrea |
| N603  | Madrid (Moncloa) - Villalba - Moralzarzal                   | Francisco Larrea |

## Símbolos
El escudo heráldico de Moralzarzal es cortado, es decir, dividido horizontalmente en dos partes. En la primera parte o cuartel, en fondo de oro unas ramas de zarza de sínople -verde-, frutadas de oro. En el segundo cuartel, sobre azur -azul- una fuente de plata con agua en azur. Está timbrado de la corona real cerrada.
Es un escudo parlante, es decir, hace una clara alusión al nombre del municipio. El primer cuartel hace referencia a la segunda parte del nombre, Zarzal, y el segundo cuartel se refiere a la primera parte del término, Moral. El segundo cuartel tiene además una simbología: por un lado, representa una fuente para hacer referencia al antiguo nombre del pueblo, Fuente del Moral. Y además, esa fuente es de piedra, para resaltar el principal medio de riqueza del municipio durante mucho tiempo, la cantería. Por otro lado, de esa fuente nacen dos caños de los que mana agua para simbolizar la importancia que ha tenido ésta en la historia de la villa.

## Servicios

### Educación
En Moralzarzal hay 5 escuelas infantiles (1 pública y 4 privadas), 2 colegios públicos de educación infantil y primaria, 1 instituto de educación secundaria, 1 colegio e instituto concertado y 1 colegio e instituto privado.
Colegios
- C.P. San Miguel Arcángel
- C.P. El Raso
- Leonardo Da Vinci (Concertado)
- Laude Fontenebro (Privado)

#### Institutos
- IES Carmen Martín Gaite

Escuelas infantiles
- Escuela Infantil El Arca de Noé
- Escuela Infantil La Luna
- Escuela Infantil Nubes
- Escuela Infantil Nenúfares
- Escuela Infantil La Casa de Niños (Pública)
- Escuela Infantil Los Caños

## Cultura

### Patrimonio
Iglesia de San Miguel Arcángel
Data de los siglos XVI y XVII, y fue restaurada recientemente con las aportaciones de los propios vecinos del municipio.
Está orientada al este y, a excepción de la torre, que está construida en sillería regular, el resto del templo está construido con mampostería y cadenas de sillares en los ángulos.
Es de una sola nave, su cabecera es cuadrada y adosada a ella se encuentra la Sacristía. Otras construcciones más recientes se encuentran adosadas al lado sur, flanqueando la entrada principal. La torre está a los pies. Consta de dos cuerpos separados por una imposta decorada con bolas. El cuerpo de campanas abre un vano de medio punto en cada frente.
El interior está totalmente restaurado. Se cubre con una techumbre de conglomerado de madera moderna y la Capilla, por artesanado, con casetones. A los pies, se sitúa el coro alto, de madera. La Capilla Bautismal se encuentra en el cuerpo inferior de la torre. Las imágenes son todas modernas. La pila de agua bendita es del siglo XVI y presenta decoración de bolas de persistencia gótica.
Torre del reloj del Ayuntamiento
Frascuelo, nombre popular del reloj de la torre del Ayuntamiento de Moralzarzal, se inauguró el 4 de octubre de 1886. Por lo tanto, tiene ya más de cien años. Fue un regalo al municipio del torero Salvador Sánchez "Frascuelo".
No se sabe con seguridad el motivo de la donación del reloj a la villa de Moralzarzal. El hecho más significativo que se apunta es la gran identificación que, con el pueblo, llegó a tener este gran torero. Lo que sí se sabe con más seguridad es que, sobre el año 1885, Salvador Sánchez empezó a venir al municipio, atraído por su gran amigo y ganadero Julián Martínez, y que a partir de ese momento le fue muy difícil dejar de hacerlo.
Dicen que Julián Martínez regaló al diestro una casa en el pueblo para que pudiera pasar en ella sus estancias de ocio. Y esta circunstancia, junto a la fama y las grandes maneras toreras del maestro, fueron los condicionantes para que toda la vecindad se pusiera de su lado. Este sentimiento arraigó mucho más si cabe cuando el diestro lidió un toro en la localidad.
Este debió ser el punto culminante en la estrecha relación que mantuvo Frascuelo con Moralzarzal, ya que fue entonces cuando vendría la donación del reloj por parte del torero. Ante este hecho, el Ayuntamiento de Moralzarzal, bajo la batuta de Aniceto González y en señal de agradecimiento por el regalo de "Frascuelo", decidió regalar al diestro un estoque de plata.
Casa Grande
Antigua casona de planta rectangular, construida en granito reforzado con sillares en las esquinas y teja árabe. Entre 1812 y 1894 fue la casa del ganadero Vicente Martínez, amigo del torero Salvador Sánchez "Frascuelo". En la actualidad es la sede de la Biblioteca Municipal. 
Casa de los Mayores
Antigua casa rehabilitada, realizada en mampostería  concertada y con sillares de granito en los vanos. Conserva restos del muro de piedra que rodeaba la casa. Fue propiedad de Natalio Morales López, industrial de la lechería. Actualmente es el hogar de mayores de la localidad.

### Fiestas
Las fiestas patronales en honor al patrón San Miguel Arcángel y la patrona Nuestra Señora del Rosario, también conocidas como "La semana grande de la Sierra", habitualmente se celebran el penúltimo fin de semana de septiembre.